# Lethe boweri
Lethe boweri är en fjärilsart som beskrevs av Ralph L. Chermock 1927. Lethe boweri ingår i släktet Lethe och familjen praktfjärilar. Inga underarter finns listade i Catalogue of Life.